# Calnú
Calnú ist eine Ortschaft im Norden Uruguays. 

## Geographie
Sie liegt im nordwestlichen Teil des Departamento Artigas in dessen 7. Sektor. Nächstgelegene größere Ansiedlungen sind Bella Unión im Norden und Tomás Gomensoro in südöstlicher Richtung. Der Ort liegt am Ufer des Río Uruguay flussaufwärts von Mones Quintela.

## Infrastruktur
Der Ort verfügte bei der Volkszählung des Jahres 2011 über 12 Wohnungen bzw. Häuser, von denen jedoch lediglich vier bewohnt waren, während des Rest leer stand.

## Einwohner
Calnú hat 15 Einwohner, davon sind 12 Männer und 3 Frauen (Stand: 2011).
| Jahr | Einwohner |
| ---- | --------- |
| 1996 | -         |
| 2004 | 32        |
| 2011 | 15        |

Quelle: Instituto Nacional de Estadística de Uruguay